# جولييان روميرو
جولييان روميرو (بالإسبانية: Julián Romero)‏ هو عسكري إسباني، ولد في 1518، وتوفي في 1577.